# Prepona fouquerniei
Prepona fouquerniei är en fjärilsart som beskrevs av Le Moult 1932. Prepona fouquerniei ingår i släktet Prepona och familjen praktfjärilar. Inga underarter finns listade i Catalogue of Life.